# Canella Challenger 2002
Il Canella Challenger 2002 è stato un torneo di tennis facente parte della categoria ATP Challenger Series nell'ambito dell'ATP Challenger Series 2002. Il torneo si è giocato a Biella in Italia dal 10 al 16 giugno 2002 su campi in terra rossa.

## Vincitori

### Singolare
Dominik Hrbatý ha battuto in finale  José Acasuso con il punteggio di 6–4, 6(4)–7, 6–4

### Doppio
Giorgio Galimberti /  Dominik Hrbatý hanno battuto in finale  Ashley Fisher /  Nathan Healey con il punteggio di 3–6, 6–3, 7–5